# Rovigo
Rovigo là một đô thị và thị xã của Ý. Đô thị này thuộc tỉnh Rovigo trong vùng Veneto. Rovigo có diện tích km2, dân số theo ước tính năm 2005 của Viện thống kê quốc gia Ý là 50.922 người. 
Các đơn vị dân cư:
Đô thị Rovigo giáp với các đô thị: